# Escapology
Escapology (dt. Entfesslungskunst) ist das fünfte Studioalbum des britischen Sängers Robbie Williams aus dem Jahr 2002.

## Hintergrund
Escapology ist das letzte von fünf Alben, das Robbie Williams gemeinsam mit seinem Koautor und Produzenten Guy Chambers aufnahm, von dem er sich nach den Aufnahmen im Streit trennte, da sich Chambers weigerte, exklusiv für Williams zu arbeiten. Gleichzeitig war es das erste von fünf Alben, die Williams im Rahmen seines 2002 abgeschlossenen Plattenvertrages über 80 Millionen Pfund an die Plattenfirma EMI abzuliefern hatte.

## Titelliste
Die folgende Reihenfolge beschreibt die europäische Version des Albums. In den Vereinigten Staaten ist sie anders.
1. How Peculiar – 3:13
2. Feel – 4:22
3. Something Beautiful – 4:48
4. Monsoon – 3:46
5. Sexed Up – 4:10
6. Love Somebody – 4:10
7. Revolution – 5:44 (feat. Rose Stone)
8. Handsome Man – 3:54
9. Come Undone – 4:38
10. Me and My Monkey – 7:12
11. Song 3 – 3:48
12. Hot Fudge – 4:05
13. Cursed – 4:01
14. Nan’s Song – 3:52

## Singleauskopplungen
| Jahr | Titel               | Höchstplatzierung, Gesamtwochen, AuszeichnungChartplatzierungen (Jahr, Titel, , Platzierungen, Wochen, Auszeichnungen, Anmerkungen) | Höchstplatzierung, Gesamtwochen, AuszeichnungChartplatzierungen (Jahr, Titel, , Platzierungen, Wochen, Auszeichnungen, Anmerkungen) | Höchstplatzierung, Gesamtwochen, AuszeichnungChartplatzierungen (Jahr, Titel, , Platzierungen, Wochen, Auszeichnungen, Anmerkungen) | Höchstplatzierung, Gesamtwochen, AuszeichnungChartplatzierungen (Jahr, Titel, , Platzierungen, Wochen, Auszeichnungen, Anmerkungen) | Anmerkungen                            |
| Jahr | Titel               | DE | AT | CH | UK | Anmerkungen                            |
| ---- | ------------------- | --- | --- | --- | --- | -------------------------------------- |
| 2002 | Feel                | DE3 (17 Wo.)DE | AT3 (18 Wo.)AT | CH4 (25 Wo.)CH | UK4 (17 Wo.)UK | Erstveröffentlichung: 2. Dezember 2002 |
| 2003 | Come Undone         | DE16 (9 Wo.)DE | AT15 (16 Wo.)AT | CH45 (10 Wo.)CH | UK4 (14 Wo.)UK | Erstveröffentlichung: 31. März 2003    |
| 2003 | Something Beautiful | DE46 (9 Wo.)DE | AT19 (11 Wo.)AT | CH52 (10 Wo.)CH | UK3 (8 Wo.)UK | Erstveröffentlichung: 7. Juli 2003     |
| 2003 | Sexed Up            | DE53 (9 Wo.)DE | AT45 (13 Wo.)AT | CH59 (3 Wo.)CH | UK10 (9 Wo.)UK | Erstveröffentlichung: 3. November 2003 |

## Kommerzieller Erfolg

### Chartplatzierungen
Escapology gelangte in vielen europäischen Ländern an die Chartspitze, unter anderem in Deutschland, Großbritannien, Österreich und in der Schweiz. 2002 belegte das Album Platz eins der britischen Single-Jahrescharts.
| ChartsChartplatzierungen       | Höchstplatzierung | Wochen |
| ------------------------------ | ----------------- | ------ |
| Deutschland (GfK)              | 1 (68 Wo.)        | 68     |
| Österreich (Ö3)                | 1 (71 Wo.)        | 71     |
| Schweiz (IFPI)                 | 1 (72 Wo.)        | 72     |
| Vereinigte Staaten (Billboard) | 43 (7 Wo.)        | 7      |
| Vereinigtes Königreich (OCC)   | 1 (53 Wo.)        | 53     |

| ChartsJahrescharts (2002)    | Platzierung |
| ---------------------------- | ----------- |
| Deutschland (GfK)            | 26          |
| Österreich (Ö3)              | 22          |
| Schweiz (IFPI)               | 17          |
| Vereinigtes Königreich (OCC) | 1           |

| ChartsJahrescharts (2003)    | Platzierung |
| ---------------------------- | ----------- |
| Deutschland (GfK)            | 4           |
| Österreich (Ö3)              | 1           |
| Schweiz (IFPI)               | 10          |
| Vereinigtes Königreich (OCC) | 27          |

### Auszeichnungen für Musikverkäufe
Das Album bekam in Großbritannien siebenmal Platin für über 2,1 Millionen verkaufte Einheiten. In Deutschland erhielt Escapol viermal Platin für über 1,2 Millionen verkaufte Einheiten, womit es zu den meistverkauften Musikalben des Landes zählt. Weltweit erhielt das Album drei Goldene sowie 56 Platin-Schallplatten und verkaufte sich laut Schallplattenauszeichnungen über 5,7 Millionen Mal. Quellen zufolge soll es sich über sieben Millionen Mal verkauft haben.
| Land/Region                  | Auszeichnungen für Musikverkäufe (Land/Region, Auszeichnung, Verkäufe) | Verkäufe    |
| ---------------------------- | ---------------------------------------------------------------------- | ----------- |
| Argentinien (CAPIF)          | 2× Platin                                                              | 80.000      |
| Australien (ARIA)            | 5× Platin                                                              | 350.000     |
| Belgien (BRMA)               | Platin                                                                 | (50.000)    |
| Dänemark (IFPI)              | 9× Platin                                                              | (180.000)   |
| Deutschland (BVMI)           | 4× Platin                                                              | (1.200.000) |
| Europa (IFPI)                | 5× Platin                                                              | 5.000.000   |
| Finnland (IFPI)              | Platin                                                                 | (46.225)    |
| Frankreich (SNEP)            | Platin                                                                 | (300.000)   |
| Griechenland (IFPI)          | Gold                                                                   | (15.000)    |
| Kanada (MC)                  | Gold                                                                   | 50.000      |
| Mexiko (AMPROFON)            | Platin                                                                 | 150.000     |
| Neuseeland (RMNZ)            | 5× Platin                                                              | 75.000      |
| Niederlande (NVPI)           | 2× Platin                                                              | (160.000)   |
| Norwegen (IFPI)              | —                                                                      | (86.000)    |
| Österreich (IFPI)            | 4× Platin                                                              | (200.000)   |
| Polen (ZPAV)                 | Platin                                                                 | (70.000)    |
| Portugal (AFP)               | Platin                                                                 | (40.000)    |
| Schweden (IFPI)              | Platin                                                                 | (60.000)    |
| Schweiz (IFPI)               | 5× Platin                                                              | (200.000)   |
| Spanien (Promusicae)         | Platin                                                                 | (100.000)   |
| Ungarn (MAHASZ)              | Gold                                                                   | (15.000)    |
| Vereinigtes Königreich (BPI) | 7× Platin                                                              | (2.100.000) |
| Insgesamt                    | 3× Gold · 56× Platin ·                                                 | 5.705.000   |

Hauptartikel: Robbie Williams/Auszeichnungen für Musikverkäufe